# Pristina sanctorum patrum norma
Pristina sanctorum patrum norma (lat. altehrwürdige Norm der Väter) ist ein Kriterium für Kontinuität in der Liturgie der römisch-katholischen Kirche. Der Verweis auf diese Norm fordert dazu auf, „die als legitim anerkannte Tradition der Kirche zu respektieren“, und zwar im „doppelten Bemühen um Treue gegenüber Stiftung und Tradition sowie um Zeitgemäßheit des Verständnisses und der Gestalt der Eucharistiefeier (Adaption, Inkulturation).“

## Entstehung
Das Kriterium führte Papst Pius V. bei der Veröffentlichung des Römischen Messbuches im Jahre 1570 in seiner Bulle Quo primum mit dem Hinweis ein, dass „ausgesuchte Gelehrte“ nach sorgfältiger Untersuchung alter Quellen „das Missale nach Vorschrift und Ritus der Heiligen Väter“ wieder hergestellt hätten.
Das Zweite Vatikanische Konzil nahm den Begriff in den zentralen Abschnitt 50 seiner Konstitution über die heilige Liturgie Sacrosanctum Concilium auf, in dem es die Überarbeitung des Mess-Ordos anordnet:
„Deshalb sollen die Riten unter treulicher Wahrung ihrer Substanz einfacher werden. Was im Lauf der Zeit verdoppelt oder weniger glücklich eingefügt wurde, soll wegfallen. Einiges dagegen, was durch die Ungunst der Zeit verlorengegangen ist, soll, soweit es angebracht oder nötig erscheint, nach der altehrwürdigen Norm der Väter wiederhergestellt werden.“
Die Allgemeine Einführung in das aktuelle Römische Messbuch (Nr. 6, 8, 10) führt aus:
„Bei den Vorschriften zur Neubearbeitung der Messordnung hat das Zweite Vatikanische Konzil unter anderem bestimmt, einige Riten sollten nach der ehrwürdigen Norm der Väter wiederhergestellt werden. Es sind dieselben Worte, die der heilige Pius V. in seiner Apostolischen Konstitution ‚Quo primum‘ gebraucht hat, mit der im Jahre 1570 das Tridentinische Messbuch veröffentlicht wurde. Die Übereinstimmung der zitierten Worte weist bereits darauf hin, wie beide römischen Messbücher trotz eines Zeitabstandes von vier Jahrhunderten gleiche Überlieferung wahren wollen. Betrachtet man den Inhalt dieser Überlieferung, so erkennt man auch, wie das alte Messbuch durch das neue vorteilhaft verbessert wird. [...] Heute ist die ‚Norm der Väter‘, welcher die Bearbeiter des Messbuches Pius’ V. folgten, durch zahlreiche wissenschaftliche Arbeiten klarer zu erkennen. [...] Das neue Messbuch bezeugt daher die Gebetsweise der Römischen Kirche und schützt das von den letzten Konzilien überlieferte Glaubensgut: gleichzeitig ist es aber auch ein großer Fortschritt in der liturgischen Überlieferung.“
Der Liturgiewissenschaftler Josef Andreas Jungmann, der an der Erarbeitung der Liturgiekonstitution des II. Vatikanums maßgeblich beteiligt war, bezeichnet in seinem Kommentar zur Konstitution das Kriterium als ein „Ideal“, das zu Zeiten Papst Pius’ V. „mangels historischer Vorarbeiten unmöglich erreicht werden“ konnte. Als die Väter des II. Vatikanums den Begriff in die Formulierung der doppelten Norm im Abschnitt 50 der Konstitution – Wegfall von Doppelungen und unglücklichen Einfügungen, Wiederherstellen verlorengegangener Elemente – aufnahmen, dachten sie, so Jungmann, „an die Freilegung jener Gestalt der Messe, die sie in den römischen Sakramentarien und (ältesten) Ordines aufwies, in der sie noch, vor ihrer Klerikalisierung im Raum der nördlichen Länder, ein echter Gemeinschaftsgottesdienst gewesen war“.
Mit dem Begriff der „altehrwürdigen Norm der Väter“ kontrastiert ein überzogener „liturgischer Archäologismus“, der nur den reinen Ursprung am Anfang als Norm der Liturgie gelten lässt und den Papst Pius XII. in seiner Enzyklika Mediator Dei (Nr. 203) im November 1947 als verfehlt bezeichnete.